# Italo De Zan
Italo De Zan, né le 1er juillet 1925 à San Fior et mort le 9 mars 2020 à Trévise, est un coureur cycliste italien des années 1940 et 1950, vainqueur d'une étape sur le Tour d'Italie en 1948.

## Biographie
Passé professionnel en octobre 1946, il se distingue dès ses débuts en prenant la quatrième place du Tour de Lombardie. L'année suivante, il remporte la classique Milan-Turin et termine troisième du Tour de Lombardie, derrière Fausto Coppi et Gino Bartali. En 1948, il s'impose sur une étape du Tour d'Italie et obtient diverses accesits, comme une cinquième place sur Milan-San Remo. Il met un terme à sa carrière en fin d'année 1952. Son frère aîné Domenico De Zan (1922-2009) a également été cycliste professionnel.
Italo De Zan meurt le 9 mars 2020 de la maladie à coronavirus à l'hôpital de Trévise,.

## Palmarès

### Palmarès amateur
- 1945
  - Circuito di Sant'Urbano
  - Coppa Caldirola
  - Coppa Italica
- 1946
  - Milan-Rapallo
  - Coppa del Re
  - 3e de la Coppa San Geo
  - 3e du championnat d'Italie sur route amateurs

### Palmarès professionnel
- 1946
  - 4e du Tour de Lombardie
- 1947
  - Milan-Turin
  - 3e du Tour de Lombardie
- 1948
  - 10e étape du Tour d'Italie
  - 2e de la Coppa Placci
  - 2e de Milan-Turin
  - 3e du Tour de Romagne
  - 5e de Milan-San Remo
- 1949
  - Sassari-Cagliari
  - 3e de Milan-Turin
  - 4e de Milan-San Remo

## Résultats sur les grands tours

### Tour d'Italie
1 participation :
- 1948 : 28e, vainqueur de la 10e étape